# A Dangerous Man - Solo contro tutti
A Dangerous Man - Solo contro tutti (A Dangerous Man) è un film direct-to-video del 2009 diretto da Keoni Waxman, con protagonista Steven Seagal.

## Trama
In Arizona, l'ex soldato delle forze speciali Shane Daniels salva sua moglie, Holly, da un furto d'auto e insegue il rapinatore. In seguito il rapinatore viene ritrovato cadavere e Shane diventa l'unico sospettato del suo omicidio. Dopo aver scontato sei anni di reclusione, Shane viene scarcerato grazie a nuove prove. Rimesso in libertà, con le formali scuse dello stato dell'Arizona e un risarcimento di 300.000 dollari, Shane è però ugualmente amareggiato perché le scuse e il risarcimento non bastano a ripagarlo di una vita ormai rovinata, visto che la moglie dopo il processo lo ha lasciato ottenendo il divorzio da lui.
Al largo della costa di Seattle, Washington, sta arrivando una nave piena di clandestini cinesi. Dopo il suo arrivo, un anziano cinese viene portato in un rifugio. Tornato in Arizona, poche ore dopo essere stato lasciato in strada, Shane si ferma in un negozio di liquori e compra una bottiglia di bourbon. Fuori dal negozio due uomini tentano di rapinarlo, ma Shane li picchia e ruba la loro macchina. Dopo aver lasciato la città, Shane si ferma in un punto di ristoro situato lungo un tratto di autostrada poco frequentato. In quel luogo, un poliziotto ferma un'auto con a bordo due cittadini cinesi per dei controlli. Quando l'agente perquisendo il bagagliaio trova un borsone pieno di soldi, i cinesi lo uccidono. Poi cercano di uccidere due ragazzi - Sergey e il suo amico Markov - che, essendosi fermati lì per pisciare hanno casualmente assistito all'omicidio. Shane, che ha anche lui assistito alla scena, è costretto a intervenire, uccide uno degli aggressori e costringe l'altro, Mao, alla fuga. Uno dei due cinesi ha fatto in tempo ad uccidere Markov. Quando Shane controlla il poliziotto morto, sente un rumore provenire dal bagagliaio dell'auto del cittadino cinese. All'interno trova una donna priva di sensi ed il borsone pieno di contanti. Temendo che i poliziotti lo possano implicare nella morte dell'agente e sapendo che il cittadino cinese tornerà con dei rinforzi, Shane porta la ragazza, i soldi e Sergey nella vicina cittadina di Bellingham. Sergey ammette che suo padre, Vlad, vende auto rubate.
Quando la donna, Tia, riprende conoscenza, prega Shane e Sergey di non consegnarla alla polizia o ai cinesi. Tia informa anche i due che i poliziotti di Bellingham hanno ucciso i suoi amici quando è stata rapita. La mattina dopo, Shane chiede a Sergey di accompagnare lui e Tia in un motel. Shane si trasferisce in un altro hotel, per sicurezza. Nella seconda stanza del motel, Tia racconta a Shane che stava cercando di portare suo zio Kuan negli Stati Uniti, che è stata contattata da qualcuno che ha detto che la poteva aiutare e che le ha dato appuntamento presso un mulino abbandonato a circa 50 miglia da Bellingham. L'uomo che ha incontrato - un trafficante di droga cinese di nome Chen - l'ha rassicurata che avrebbe aiutato suo zio ad entrare negli Stati Uniti, poi ha fatto uccidere dalla polizia di Bellingham gli amici della ragazza che l'avevano accompagnata all'appuntamento. Tia è stata poi condotta alla presenza di un uomo, noto come "Il Colonnello", che ha detto che stavano aspettando l'arrivo di Kuan e che Tia sarebbe stato trattenuta per un riscatto fino a quando l'uomo non avesse ottenuto le informazioni di cui aveva bisogno da Kuan.
Il sergente Ritchie e il suo scagnozzo Clark, i due poliziotti di Bellingham che lavorano per Chen, si recano a Little Russia, il ristorante di Vlad, e chiedono a Vlad se sa dove si trovi Shane. Vlad li caccia via minacciando persino di tagliare i testicoli di Ritchie. Nel frattempo, due uomini cinesi irrompono nella stanza del motel dove alloggiano Shane e Tia, ma Shane li uccide. Poi lui e Tia scappano. Fuori da Little Russia, Tia dice a Shane che Kuan arriverà negli Stati Uniti prima che la giornata finisca ed è preoccupata per quello che gli potrebbe succedere. All'interno del ristorante, il barista non è disposto a dire a Shane dove sono Vlad e Sergey, quindi Shane è costretto a picchiarlo e a chiedergli di condurlo da Vlad. L'uomo li porta a casa di Vlad, che è grato a Shane di aver salvato la vita di Sergey e accetta di dare loro una mano. Ritchie, Clark e alcuni cinesi arrivano a casa di Vlad e lì ha luogo uno scontro a fuoco. Dopo aver eliminato l'ultimo degli uomini di Chen, Shane, Tia, Sergey e Vlad se ne vanno per cercare di salvare Kuan dal Colonnello.
Al mulino abbandonato, il Colonnello ha preso il controllo del posto e ordinato ai suoi uomini di piazzare bombe in tutto il sito e uccidere tutti gli uomini di Chen tranne Chen. Il Colonnello intende infatti tenere in vita Chen fino all'arrivo degli uomini di Chen con Kuan. Quando finalmente egli arriva, gli uomini del Colonnello uccidono le due scorte di Kuan. Poi scoppia una sparatoria tra gli uomini del Colonnello e il gruppo di Shane. Nel bel mezzo degli spari, Tia viene colpita. Shane copre la ferita e dice a Sergey di vegliare su di lei. Shane torna a combattere gli uomini del Colonnello e Sergey porta in salvo Tia. Shane si fa strada verso il Colonnello, che ha Kuan come ostaggio.
Shane e il Colonnello aprono il fuoco a vicenda ed entrambi finiscono i proiettili. Shane picchia brutalmente il Colonnello e poi fa uscire Kuan da lì. Il Colonnello prende un mitra e lascia la stanza. Proprio mentre il Colonnello sta per sparare a Shane, Shane preme l'interruttore e le varie bombe iniziano a esplodere uccidendo il Colonnello.
Vlad in seguito si assicura che Kuan possa rimanere negli Stati Uniti. Shane e Tia, innamoratisi l'uno dell'altra, si stabiliscono insieme in una villa isolata da qualche parte fuori dagli Stati Uniti.

## Produzione

### Riprese
Le riprese del film sono iniziate nel 2009 con una data di uscita programmata dopo The Keeper.
Alcune delle riprese sono state effettuate in Canada e in America; il film si conclude con una ripresa dello Chateau Lake Louise, Baton Rouge, Louisiana e Atlanta, Georgia.